# Rekordåren 1966, 1967, 1968...
Rekordåren 1966, 1967, 1968... är en svensk svartvit dokumentärfilm från 1969 i regi av Lena Ewert, Staffan Hedqvist, Ann-Charlotte Hult och Olle Jeppsson. Handlingen har flera beröringspunkter med Skärholmsdebatten 1968. Två dagar efter biografpremiären stoppades filmen av Filminstitutets direktör Harry Schein. Efter sex månaders debatt så visades filmen istället en gång på kanal TV2, utan några servicerepriser. Debatten blev 1960-talets största filmdebatt i Sverige.

## Se även

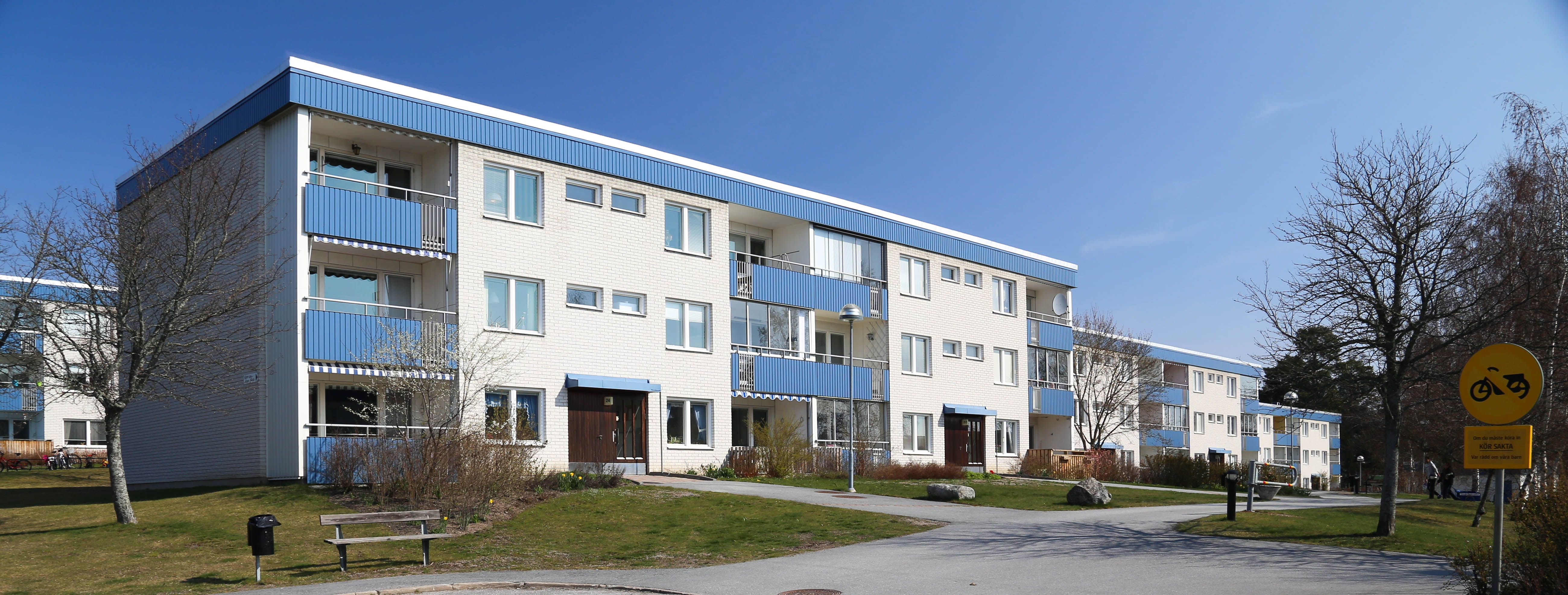
Trevånings flerfamiljshus var den vanligaste byggnadstypen under rekordårens Miljonprogram.